# Alekseï Jamnov
Pour les articles homonymes, voir Jamnov.
Temple de la renommée russe : 2014
Alekseï Iourievitch Jamnov - en russe : Алексей Юрьевич Жамнов et en anglais : Alexei Zhamnov - (né le 1er octobre 1970 à Moscou en Union des républiques socialistes soviétiques) est un joueur professionnel russe de hockey sur glace devenu entraîneur. Il est manager général du Vitiaz Tchekhov entre 2007 et 2013.

## Carrière de joueur
Il a commencé sa carrière au HK Dinamo Moscou avant de rejoindre successivement les Jets de Winnipeg, Blackhawks de Chicago, Flyers de Philadelphie, Vitiaz Podolsk et enfin les Bruins de Boston. Il fut choisi par les Jets lors du repêchage d'entrée dans la LNH 1990 en quatrième ronde (77e choix au total).
Au niveau international, il a participé trois fois aux Jeux olympiques avec l'équipe de Russie de hockey sur glace, remportant chaque fois une médaille. Il a également participé à la Coupe Canada (sous le maillot de l'Union soviétique), au Championnat du monde (avec l’Union soviétique et la Russie) et à la Coupe du monde.

## Statistiques
| Saison     | Équipe                 | Ligue         |     | Saison régulière | Saison régulière | Saison régulière | Saison régulière | Saison régulière |   | Séries éliminatoires | Séries éliminatoires | Séries éliminatoires | Séries éliminatoires | Séries éliminatoires |
| Saison     | Équipe                 | Ligue         | PJ  | B                | A                | Pts              | Pun              | PJ               | B | A                    | Pts                  | Pun                  |                      |                      |
| 1988-1989  | HK Dinamo Moscou       | URSS          | 4   | 0                | 0                | 0                | 0                | -                | - | -                    | -                    | -                    |                      |                      |
| 1989-1990  | Dinamo Moscou          | URSS          | 43  | 11               | 6                | 17               | 21               | -                | - | -                    | -                    | -                    |                      |                      |
| 1990-1991  | Dinamo Moscou          | URSS          | 46  | 16               | 12               | 28               | 24               | -                | - | -                    | -                    | -                    |                      |                      |
| 1991-1992  | Dinamo Moscou          | Russie        | 32  | 12               | 16               | 28               | 20               | -                | - | -                    | -                    | -                    |                      |                      |
| 1992-1993  | Jets de Winnipeg       | LNH           | 68  | 25               | 47               | 72               | 58               | 6                | 0 | 2                    | 2                    | 2                    |                      |                      |
| 1993-1994  | Jets de Winnipeg       | LNH           | 61  | 26               | 45               | 71               | 62               | -                | - | -                    | -                    | -                    |                      |                      |
| 1994-1995  | Jets de Winnipeg       | LNH           | 48  | 30               | 35               | 65               | 20               | -                | - | -                    | -                    | -                    |                      |                      |
| 1995-1996  | Jets de Winnipeg       | LNH           | 58  | 22               | 37               | 59               | 65               | 6                | 2 | 1                    | 3                    | 8                    |                      |                      |
| 1996-1997  | Blackhawks de Chicago  | LNH           | 74  | 20               | 42               | 62               | 56               | -                | - | -                    | -                    | -                    |                      |                      |
| 1997-1998  | Blackhawks de Chicago  | LNH           | 70  | 21               | 28               | 49               | 61               | -                | - | -                    | -                    | -                    |                      |                      |
| 1998-1999  | Blackhawks de Chicago  | LNH           | 76  | 20               | 41               | 61               | 50               | -                | - | -                    | -                    | -                    |                      |                      |
| 1999-2000  | Blackhawks de Chicago  | LNH           | 71  | 23               | 37               | 60               | 61               | -                | - | -                    | -                    | -                    |                      |                      |
| 2000-2001  | Blackhawks de Chicago  | LNH           | 63  | 13               | 36               | 49               | 40               | -                | - | -                    | -                    | -                    |                      |                      |
| 2001-2002  | Blackhawks de Chicago  | LNH           | 77  | 22               | 45               | 67               | 67               | 5                | 0 | 0                    | 0                    | 0                    |                      |                      |
| 2002-2003  | Blackhawks de Chicago  | LNH           | 74  | 15               | 43               | 58               | 70               | -                | - | -                    | -                    | -                    |                      |                      |
| 2003-2004  | Blackhawks de Chicago  | LNH           | 23  | 6                | 12               | 18               | 14               | -                | - | -                    | -                    | -                    |                      |                      |
| 2003-2004  | Flyers de Philadelphie | LNH           | 20  | 5                | 13               | 18               | 14               | 18               | 4 | 10                   | 14                   | 8                    |                      |                      |
| 2004-2005  | Vitiaz Podolsk         | Vyschaïa Liga | 24  | 5                | 22               | 27               | 20               | 16               | 7 | 7                    | 14                   | 10                   |                      |                      |
| 2005-2006  | Bruins de Boston       | LNH           | 24  | 1                | 9                | 10               | 30               | -                | - | -                    | -                    | -                    |                      |                      |
| Totaux LNH | Totaux LNH             | Totaux LNH    | 807 | 249              | 470              | 719              | 668              | 35               | 6 | 13                   | 19                   | 18                   |                      |                      |

| Année | Équipe                      | Compétition    |    | PJ | B | A | Pts | Pun                |  | Résultat |
| 1990  | URSS -20 ans                | CM -20 ans     | 7  | 6  | 1 | 7 | 6   | Médaille d’or      |  |          |
| 1991  | URSS                        | CM             | 10 | 4  | 5 | 9 | 12  | Médaille de bronze |  |          |
| 1991  | URSS                        | Coupe Canada   | 5  | 3  | 0 | 3 | 2   | Tour préliminaire  |  |          |
| 1992  | Équipe unifiée de l’ex-URSS | JO             | 8  | 0  | 3 | 3 | 8   | Médaille d’or      |  |          |
| 1992  | Russie                      | CM             | 6  | 0  | 0 | 0 | 29  | 5e place           |  |          |
| 1996  | Russie                      | Coupe du monde | 4  | 0  | 2 | 2 | 6   | Demi-finale        |  |          |
| 1998  | Russie                      | JO             | 6  | 2  | 1 | 3 | 2   | Médaille d’argent  |  |          |
| 2000  | Russie                      | CM             | 5  | 0  | 1 | 1 | 0   | 11e place          |  |          |
| 2002  | Russie                      | JO             | 6  | 1  | 0 | 1 | 4   | Médaille de bronze |  |          |

## Palmarès

### Équipe nationale russe
- Jeux olympiques d'hiver
  - Jeux olympiques d'hiver de 1992
    -  Médaille d'or

  - Jeux olympiques d'hiver de 1998
    -  Médaille d'argent

  - Jeux olympiques d'hiver de 2002
    -  Médaille de bronze

### Palmarès en club
- 1989-1990 : Champion d'URSS
- 1990-1991 : Champion de Russie
- 1991-1992 : Champion de Russie